# Moose (logiciel de simulation)
MOOSE (Multiphysics Object Oriented Simulation Environment) est un programme éléments finis en C++ pour de la simulation multi-physiques. Il a été développé par le Laboratoire national de l'Idaho.